# Сокирки садові
Сокирки садові, сокирки Аякса (Consolida ajacis) — вид рослин з родини жовтецевих (Ranunculaceae), поширений у Марокко, південній Європі, Туреччині, Кіпрі.

## Опис
Однорічна рослина заввишки 20–80 см. Шпора ≈ 15 мм довжиною, дорівнює часткам оцвітини. Квітки сині, блідо-рожеві, рідко білі. Стебла голі до рідко вкриті дрібним опушенням. Листя кулясте, 12–60-лопатеве або більше, шириною 1–5 см, голе чи рідко вкриті дрібним опушенням. Листянки 12–25 мм, рідко вкриті дрібним опушенням.

## Поширення
Поширений у Марокко, південній Європі, Туреччині, Кіпрі; інтродукований та натуралізований у більшій частині Європи, північній Африці, південній частині Азії, Північній Америці, Австралії, Новій Зеландії.
В Україні вид зростає уздовж доріг, у посівах, садах — У Криму рідко, на всій території розводять.

## Використання
Декоративна, медоносна рослина.

## Галерея

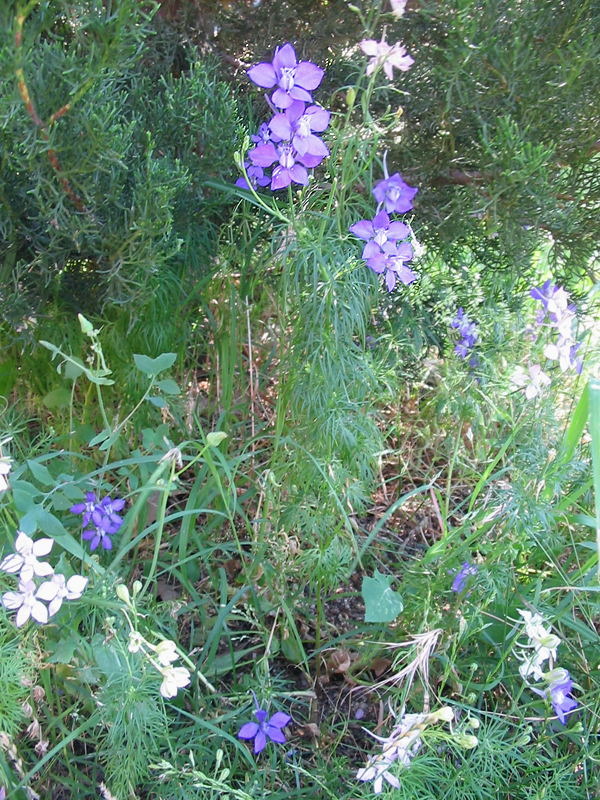
рослини
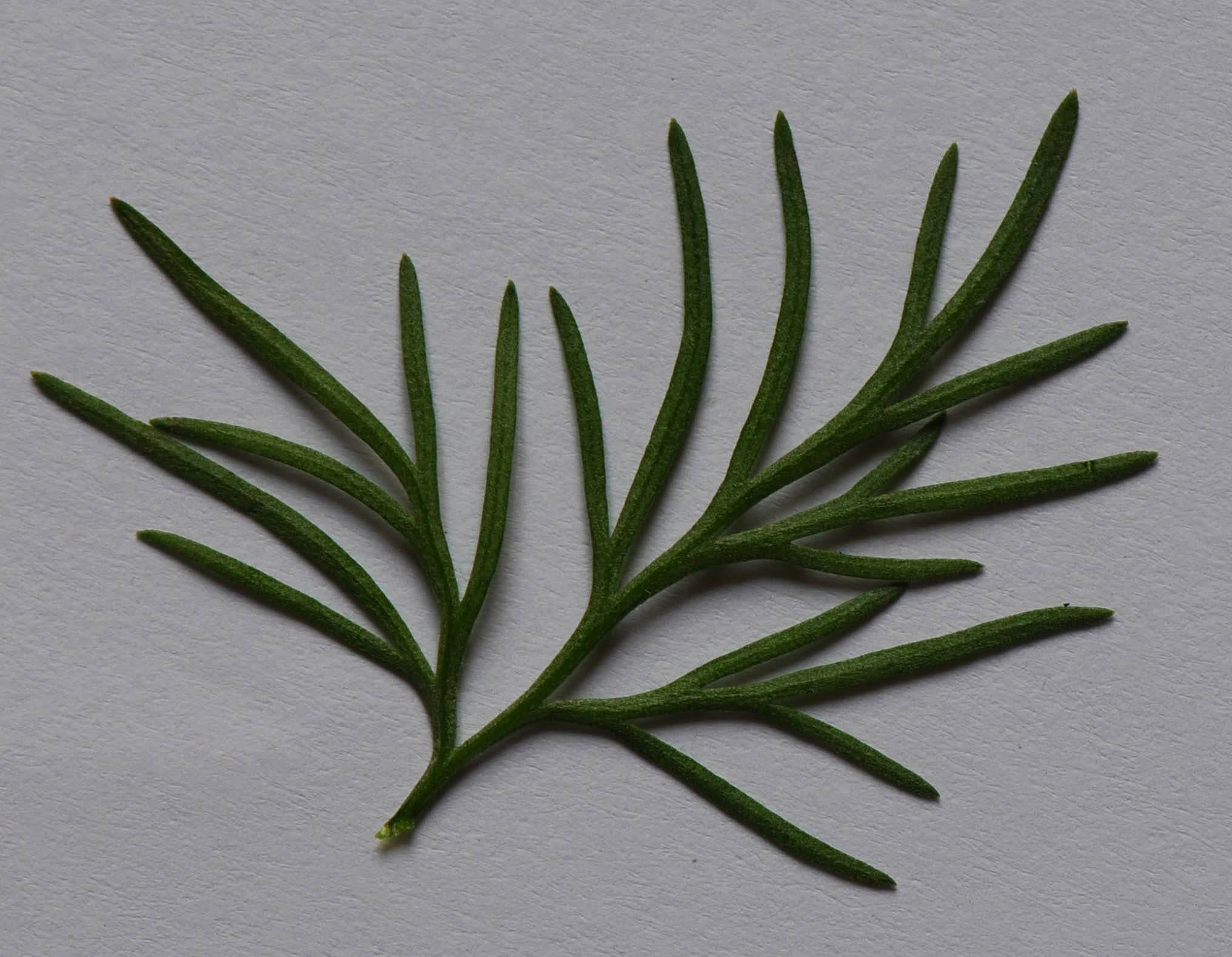
листок
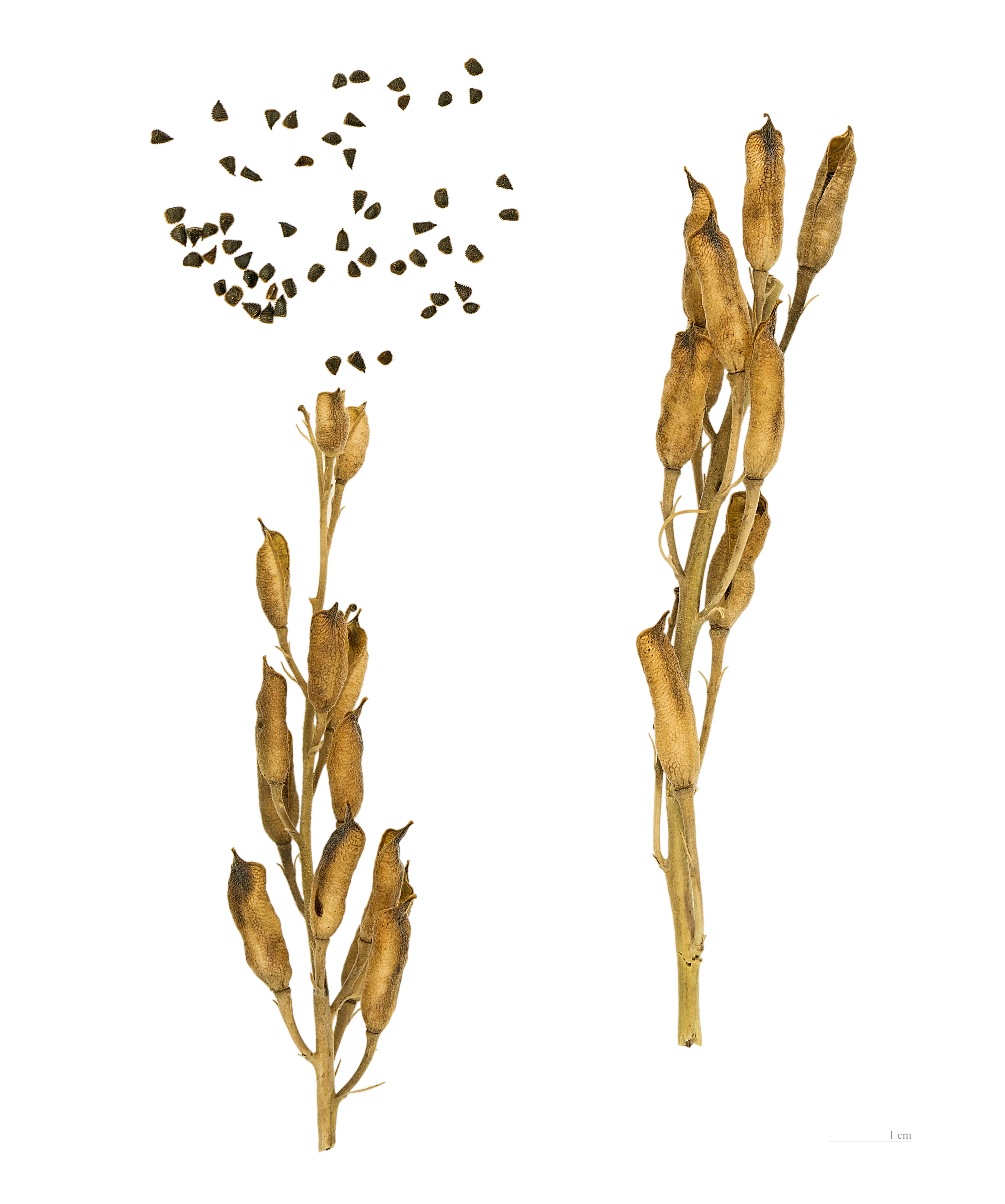
листянки і насіння